# Valentino Lai
Valentino Lai, född 3 februari 1984 i Cagliari i Italien, är en italiensk före detta fotbollsspelare (mittfältare).

## Klubbkarriär
Valentino Lai flyttade 2001 till Italien för att spela för Venezia, där han gjorde Serie A-debut endast 17 år gammal (därmed anses han vara den yngsta svenska fotbollsspelare som spelat i Serie A). År 2002 flyttade han till Palermo i Serie B. Efter två lånpass på Serie B-nivå i Salernitana och Triestina bestämde han sig för att återvända till Sverige och tecknade ett tvåårskontrakt med Landskrona BoIS i Superettan. Sedan gick han över till den danska klubben Vejle Boldklub. Under vintern 2010 lånades Lai ut till det cypriotiska topplaget Apollon Limassol och under sommaren 2010 återvände han till Vejle BK. 2011 spelade han för det danska laget Viborg FF.
I mars 2012 skrev Lai på för den svenska division 2-klubben Prespa Birlik. I oktober 2013 skrev han på för FC Rosengård. Efter säsongen 2017 avslutade han sin spelarkarriär.
Hans moderklubb är FBK Balkan och han har även spelat i Malmö FF, SSC Venezia, US Città di Palermo, Salernitana Calcio, US Triestina, Landskrona BoIS och Vejle BK.